# Liperi
Liperi (suédois : Libelits) est une municipalité de l'est de la Finlande. Elle fait partie de la province de Finlande orientale et de la région de Carélie du Nord.

## Géographie
La municipalité borde la ville de Joensuu à l'ouest. Elle est très étendue, mais 36 % de la superficie totale est couverte par les lacs. Les plus importants sont l'Orivesi et le Pyhäselkä. Le village de Liperi est situé dans un entrelacs de terre et d'eau, à 25 km du centre de Joensuu.
Cette situation privilégiée explique la grande concentration de maisons de vacances, 2 800 recensées sur le territoire de la commune.
L'agriculture reste assez significative (céréales, pommes de terre, bovins...), le sol étant plus riche que dans la plupart des autres communes de la région.
La commune est bordée par les municipalités d'Outokumpu au nord-ouest, Polvijärvi et Kontiolahti au nord-est, Joensuu et Pyhäselkä à l'est (au-delà du lac pour la dernière), Rääkkylä au sud (reliée par un bac), mais aussi Savonranta au sud-ouest et Heinävesi à l'ouest, toutes deux en Savonie du Sud.

## Lieux et monuments
- Église de Liperi
- Église de Viinijärvi
- Église orthodoxe de Viinijärvi
- Bibliothèque de Liperi
- Aéroport de Joensuu
- Gare de Viinijärvi
- Gare de Vihtari

## Transports

### Transports routiers
La route nationale 23 (Turku-Niirala) de Joensuu à Kuopio et route nationale 23 (Pori-Joensuu) de Varkaus à Joensuu traversent Liperi.
La route régionale 482 va de Tolosenmäki à Kitee jusqu'à Käsamaa, où elle rejoint les routes nationales 9 et 23.
Les routes régionales 476 (Heinävesi - Ylämylly) et Seututie 502 (Liperi-Kaavi) traversent aussi Liperi.

### Transports lacustres
Le traversier d'Arvinsalmi (fi) relie Liperi et Rääkkylä.

### Transports aériens
L'aéroport de Joensuu est situé dans la municipalité de Liperi.

### Transports ferroviaires
La gare de Viinijärvi et la gare de Vihtari sont sur la ligne Pieksämäki–Joensuu.

## Démographie
En raison de la proximité de Joensuu, le centre de gravité de la commune se déplace significativement suivant les années. Si le centre administratif perd des habitants, comme une bonne partie de la commune, les zones voisines de Joensuu, de son aéroport et de ses zones commerciales tendent à en gagner.
| 1930   | 1938   | 1957   | 1963   | 1973   | 1984   | 1988   | 1997   | 2004   |
| ------ | ------ | ------ | ------ | ------ | ------ | ------ | ------ | ------ |
| 11 400 | 10 816 | 13 361 | 12 760 | 10 817 | 10 850 | 11 174 | 11 684 | 11 641 |

| 2005   | 2008   | 2012   | 2015   | 2020   | - | - | - | - |
| ------ | ------ | ------ | ------ | ------ | - | - | - | - |
| 11 750 | 11 986 | 12 378 | 12 338 | 12 100 | - | - | - | - |

La courbe de population résultante est une des plus étranges du pays. Rien qu'au XXe siècle on distingue 4 phases :
- avant la Guerre d'Hiver : un début de déclin, type d'une municipalité rurale pauvre avec un exode rural précoce et important.
- après la Guerre de Continuation : la commune connait un important afflux de réfugiés caréliens après la cession de l'est de la Carélie à l'URSS.
- Années 1960 : l'exode rural reprend, puis s'accélère.
- Années 1980 : la courbe de population s'inverse, la commune devenant une banlieue de Joensuu. La population est depuis lors globalement croissante, même si la tendance est aujourd'hui moins claire car c'est toute la région qui est en crise.

## Jumelages
- Jumelages et partenariats de Liperi.| Ville | Ville           | Pays | Pays      | Période     |
| ----- | --------------- | ---- | --------- | ----------- |
|       | Aalborg         |      | Danemark  | depuis 2007 |
|       | Büchen          |      | Allemagne | depuis 1995 |
|       | Commune de Saku |      | Estonie   |             |
|       | Orsa            |      | Suède     |             |
|       | Rendalen        |      | Norvège   |             |
|       | Soutjärvi       |      | Russie    |             |

## Galerie

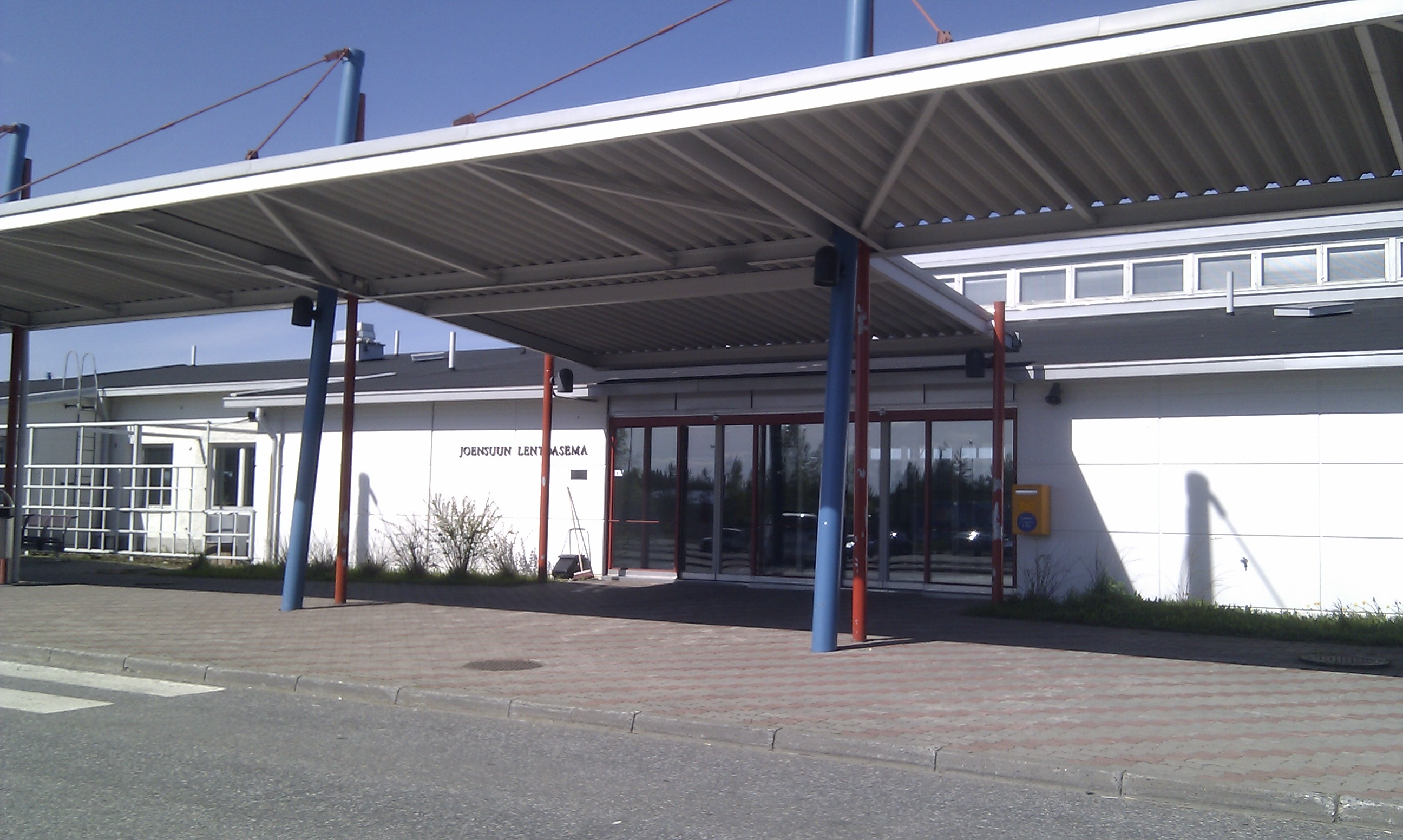
Aéroport de Joensuu
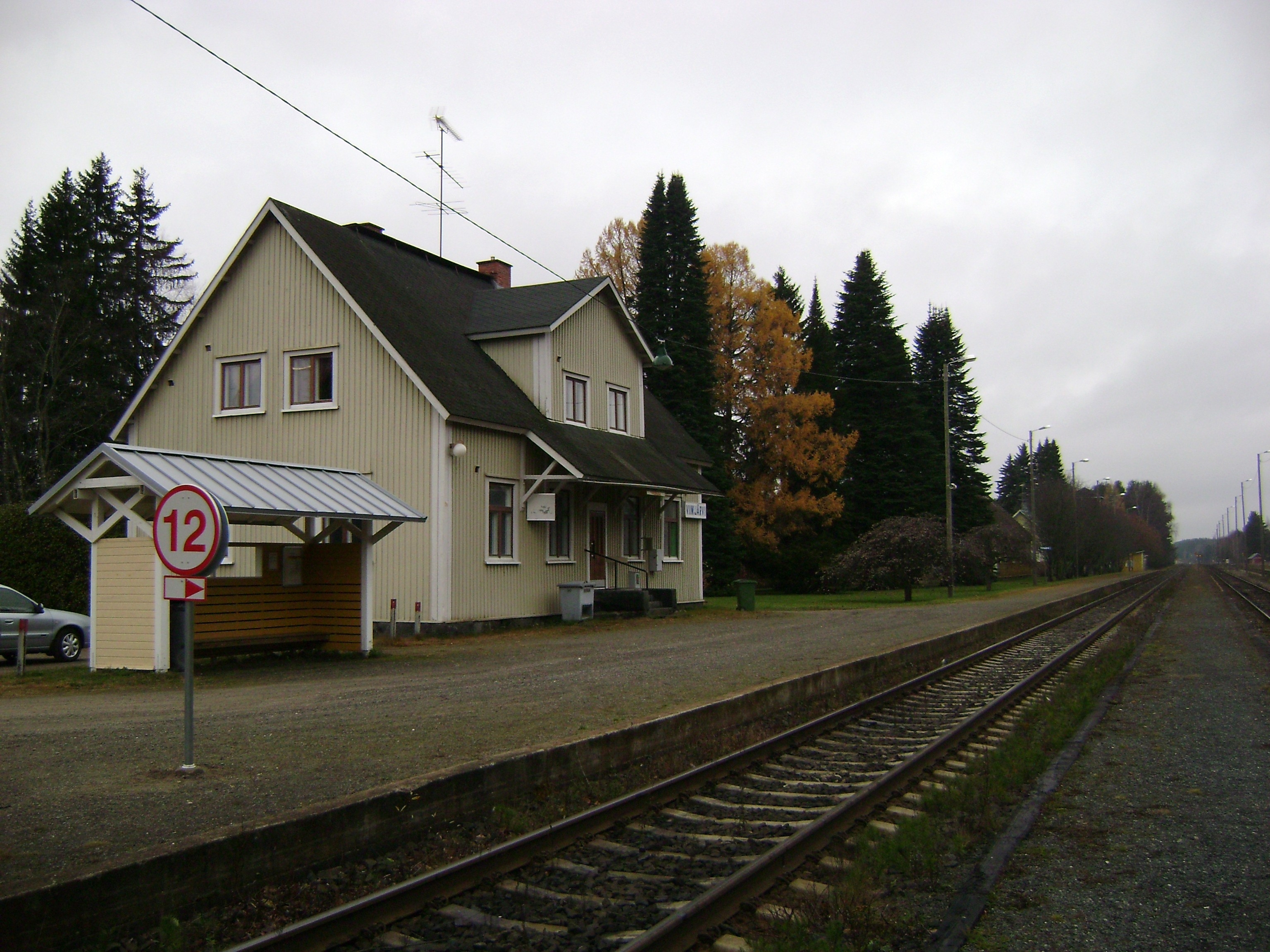
La gare de Viinijärvi.
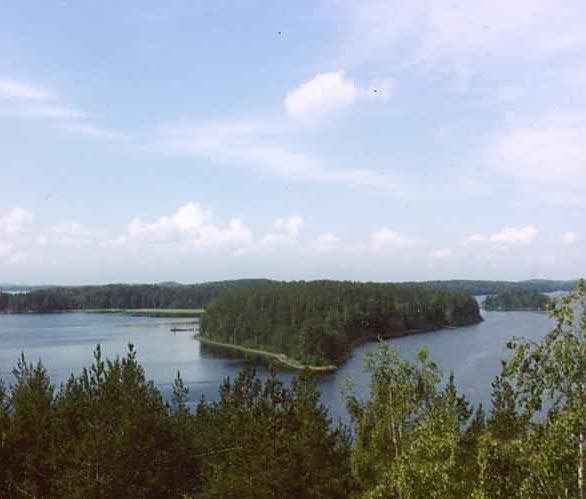
L'île Tikansaari du lac Pyhäselkä.
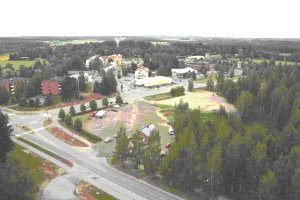
Le marché de Liperi.
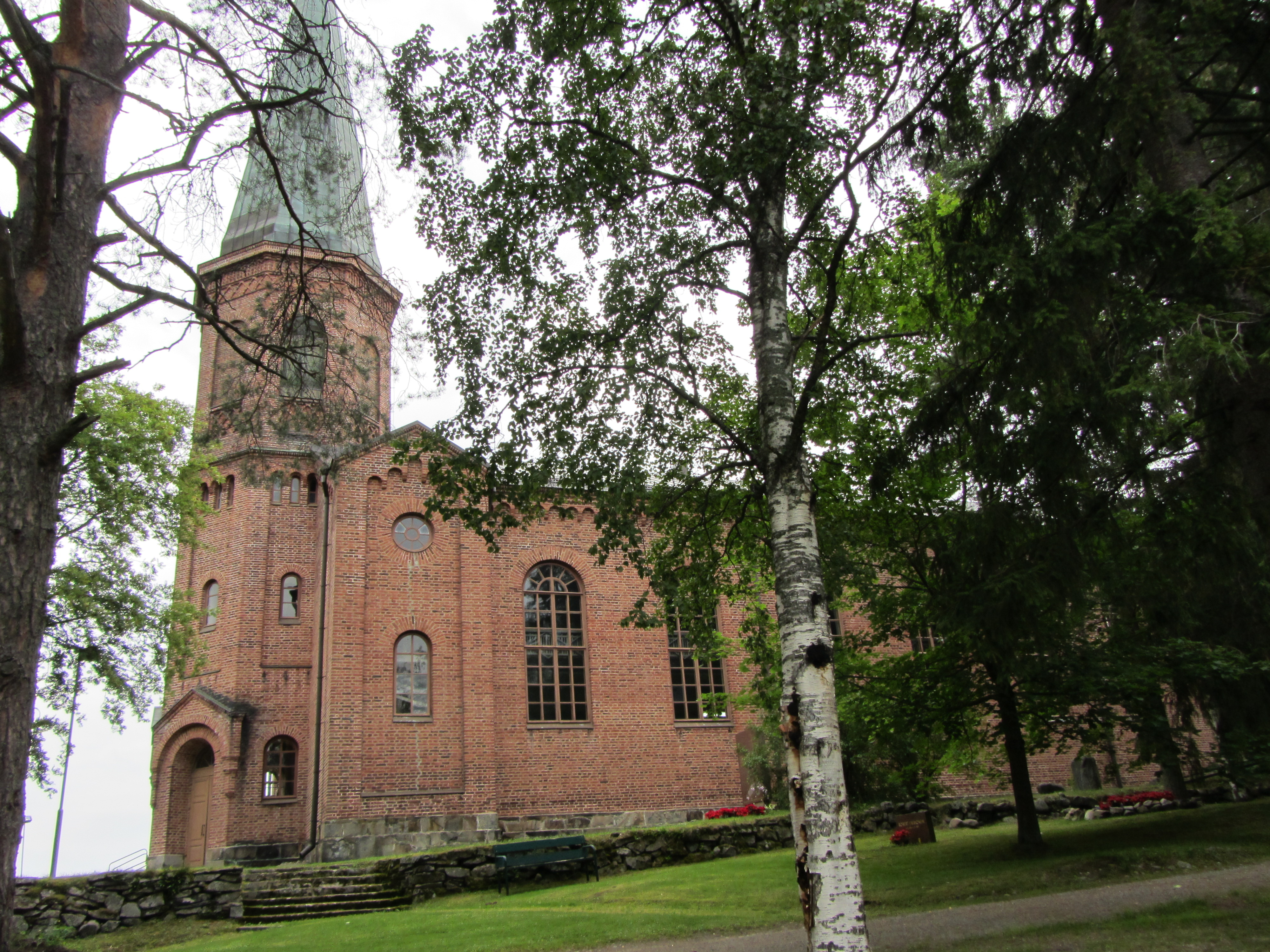
L' église luthérienne de Liperi.
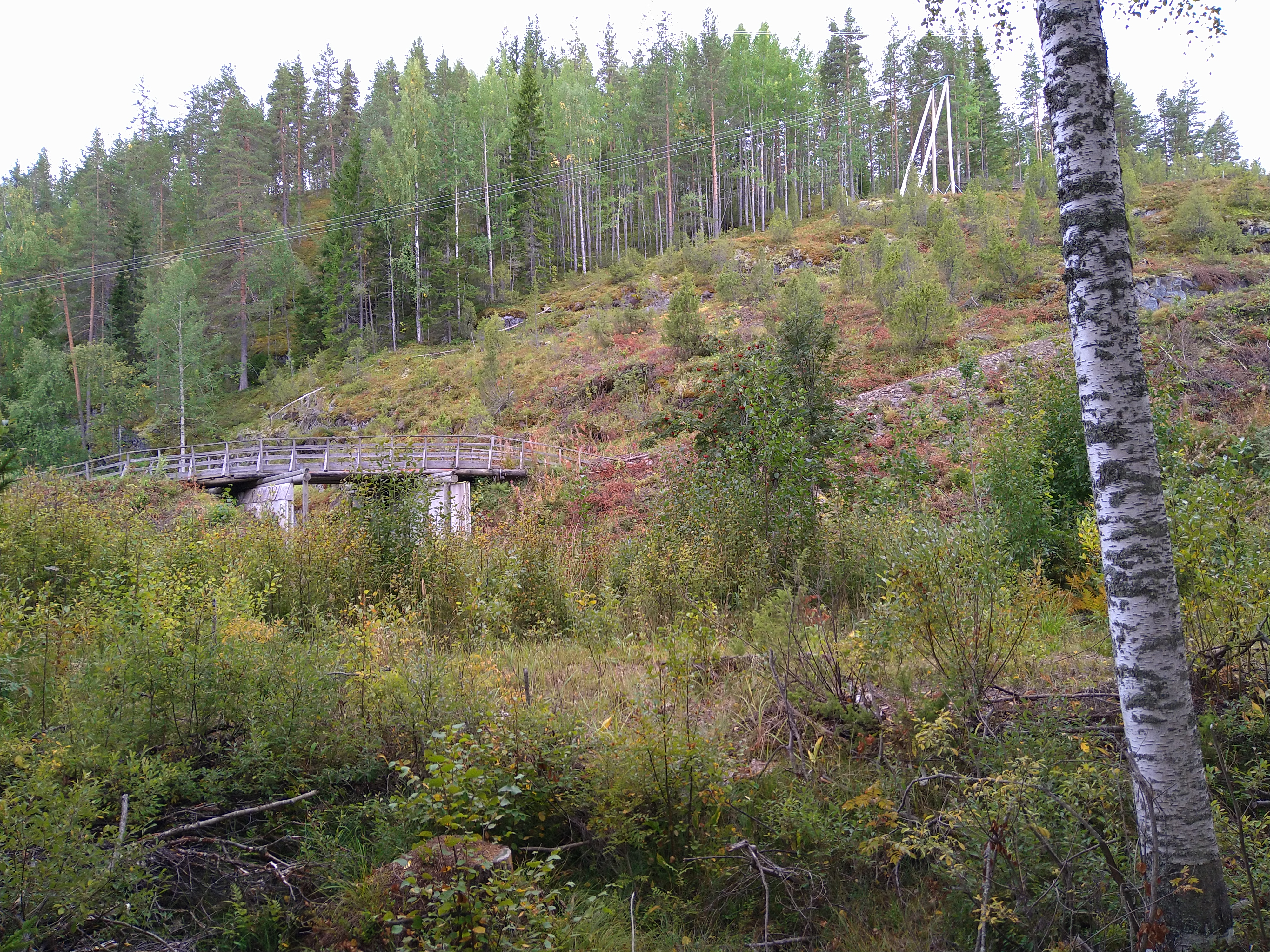
Pärnävaara.
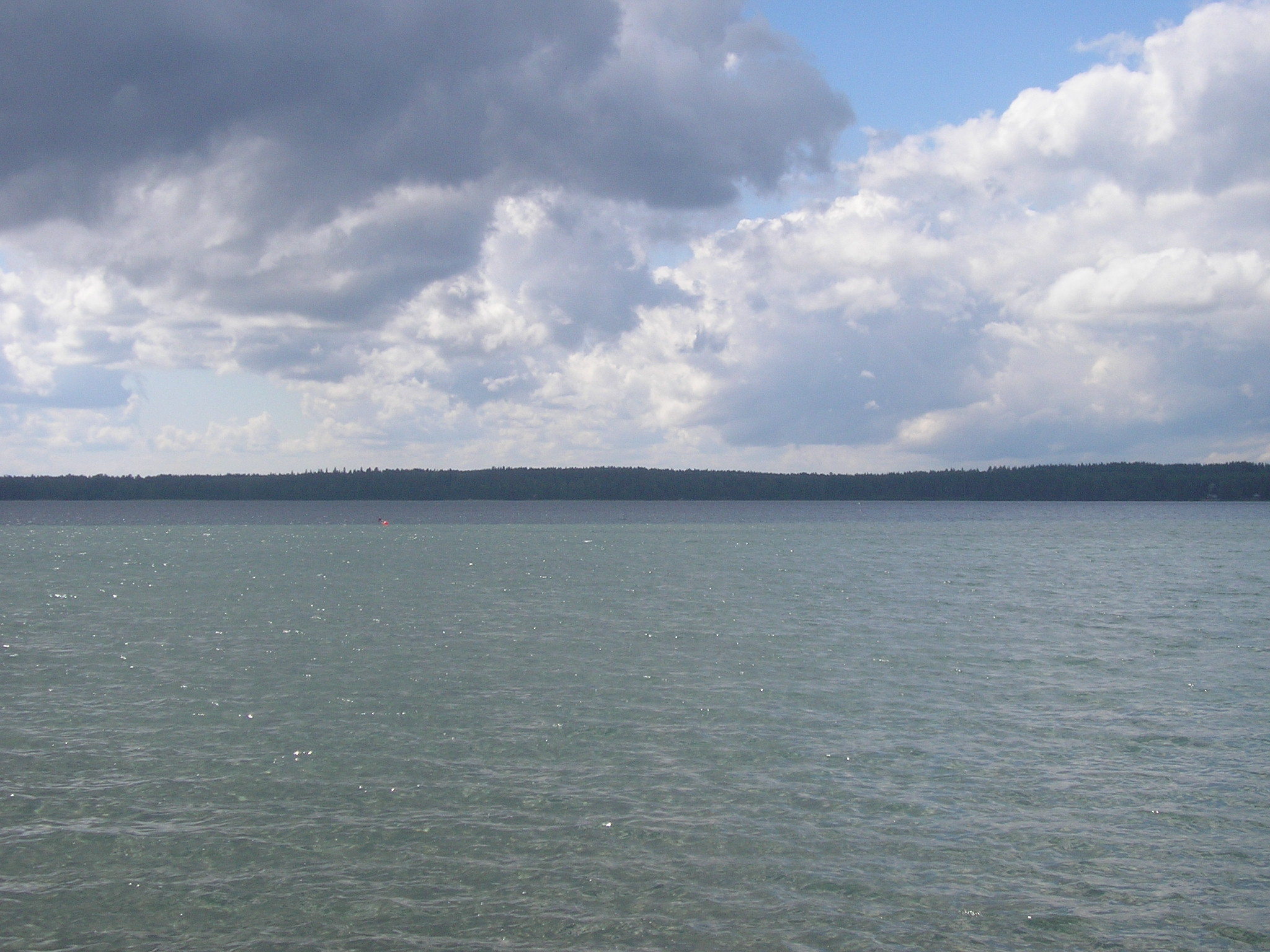
Le lac Kuorinka.